# Philip Sidney (1er baron de L'Isle et Dudley)
Philip Charles Shelley Sidney, 1er baron de L'Isle et Dudley (11 mars 1800 - 4 mars 1851) est un homme politique britannique Tory.

## Biographie
Sidney est le seul fils de John Shelley-Sidney, 1er baronnet et Henrietta Hunloke. Le poète Percy Bysshe Shelley est son cousin. Il fait ses études au Collège d'Eton et à Christ Church, à Oxford. Le 13 août 1825, il épouse Sophia FitzClarence, fille illégitime de Guillaume IV et Dorothea Jordan. Sidney représente Eye à la Chambre des Communes de 1829 à 1831, et est écuyer de son beau-père de 1830 à 1835, et arpenteur-général du duché de Cornouailles de 1833 à 1849. En 1835, quatorze ans avant de succéder à son père, il est élevé à la pairie en tant que baron de L'Isle et Dudley, de Penshurst dans le comté de Kent.
Il est décédé en mars 1851, à l'âge de 50 ans, et est remplacé dans ses titres, par son fils Philip Sidney.